# Metalloleptura rahoarei
Metalloleptura rahoarei är en skalbaggsart som först beskrevs av Tadao Kano 1933.  Metalloleptura rahoarei ingår i släktet Metalloleptura och familjen långhorningar.
Artens utbredningsområde är Taiwan. Inga underarter finns listade i Catalogue of Life.